# Oddvør Johansen
Oddvør Johansen (* 30. Oktober 1941 in Tórshavn, Färöer) ist eine färöische Schriftstellerin, und Organistin an der Tórshavner Domkirche.

## Biographie
Oddvør wurde 1941 als Tochter des Orgelbauers Verland Johansen und Ebba Restorff geboren. Ihr Vater war eigentlich Möbeldesigner, sattelte mit 50 Jahren aber zum Orgelbauer um und fertigte 20 Orgeln für die Kirchen auf den Färöern. Sie wuchs in einem sehr musikalischen Elternhaus auf, was sich auch später in ihrem literarischen Werk niederschlug. Nach der geschiedenen ersten Ehe zog sie mit einem der beiden Adoptivkinder nach Dänemark und heiratete dort 1978 den Violinisten Kanny Sambleben, mit dem sie zwei weitere Kinder hat. Ihre Stieftochter, die bekannte Flötistin Michala Petri, stammt aus Samblebens erster Ehe. 1987 kehrte Oddvør Johansen mit Mann und Kindern auf die Färöer zurück.
Oddvør Johansen debütierte 1982 mit dem Roman Lívsins summar („Sommer des Lebens“), für den sie 1983 den Literaturpreis der Färöer erhielt. Es war einer der ersten Frauenromane der Färöer und wurde ins Dänische und Schwedische übersetzt. 1988 bekam sie den Kinderbuchpreis der Kommune Tórshavn für Skip í eygsjón („Schiff in Augenweite“), einen realistischen Roman, der Anfang des 19. Jahrhunderts spielt. 2001 wurde ihr historischer Roman Í morgin er aftur ein dagur („Morgen ist wieder ein Tag“) für den Literaturpreis des Nordischen Rates nominiert, den sie aber nicht erhielt. 2002 bekam sie erneut den Literaturpreis der Färöer, diesmal für den Roman Tá ið eg havi málað summarhúsið („Als ich das Sommerhaus anmalte“). 2004 gewann sie mit dem Roman Sebastians hús („Sebastians Haus“) den Romanwettbewerb des Kunsttreffens der Färöer (Listastevna Føroya) und 150.000 Kronen. Der Roman erschien im Jahr darauf auch auf Isländisch.
2006 erschien ihre Kurzgeschichte „Es ist gut, stark zu sein, Maria!“ (Gott er at vera sterkur, Maria!) auf Deutsch. Dort ist die Ich-Erzählerin eine ältere heimatverbundene Schriftstellerin, die sich ironisch mit dem jungen „Literaturpapst“ Carl Jóhan Jensen auseinandersetzt, der alle dichterischen Traditionen infrage stellt.
Oddvør Johansen kann – wie die meisten färöischen Autoren – aufgrund des kleinen einheimischen Marktes und trotz ihrer vielen Buchtitel nicht von der Schriftstellerei leben, sondern ist auf ihren Beruf als Organistin an der Tórshavner Domkirche und Orgelschüler angewiesen. Sie gehört nach eigenen Angaben noch zu jener Generation, die ihre Werke mit der Hand (Bleistift) schreibt.

## Bibliographie
- 1982 – Lívsins summar (Roman, färöischer Literaturpreis 1983)
  - 1985 – Livets sommer (dänisch)
  - 1985 – Livets sommar (schwedisch)
- 1983 – Hundalív í Grindavági (Kinderbuch)
- 1988 – Skip í eygsjón (Kinderbuch illustriert von Olivur við Neyst, färöischer Kinderbuchpreis 1988)
- 1990 – Bella Katrina (Kurzgeschichten)
- 1993 – Ein mamma er ein mamma (Roman)
- 1995 – Á káta horninum (Kurzgeschichten)
- 1998 – Í morgin er aftur ein dagur (Roman, nominiert zum nordischen Literaturpreis 2001)
- 2001 – Tá ið eg havi málað summarhúsið (Roman, färöischer Literaturpreis 2002)
- mit anderen 2001 – Mjørki í heilum (Anthologie)
  - daraus 2006 – „Es ist gut, stark zu sein, Maria!“ (Gott er at vera sterkur, Maria) in: »Von Inseln weiß ich...« Geschichten von den Färöern (Übersetzt von Inga Meincke, herausgegeben von Verena Stössinger und Anna Katharina Dömling / Unionsverlag) (Besprechung in der Süddeutschen Zeitung)
- 2004 – Sebastians hús (Roman)
  - 2005 – Sebastianshús (isländisch)
- 2006 – Úr køksvindeyganum (Essays und Kurzgeschichten)
- 2015 – Svanarnir syngja (Essays und Kurzgeschichten)[6]

## Diskografie
- 1995 – Kári av Reyni: Eg elski teg land, Tutl SHD 17 (bekannte färöische und skandinavische Lieder, mit Oddvør Johansen an der Orgel)

## Sekundärliteratur
- Malan Marnersdóttir: Vold og litteratur. 2005. (Besprechung der Novelle Sjúti ferðir sjey feriðir („70 mal 7 mal“) aus Bella Katrina (1990) auf Dänisch)